# Liste des matchs de l'équipe du Rwanda de football par adversaire
Cette liste présente les matchs de l'équipe du Rwanda de football par adversaire rencontré.
- Haut – A
- B
- C
- D
- E
- F
- G
- H
- I
- J
- K
- L
- M
- N
- O
- P
- Q
- R
- S
- T
- U
- V
- W
- X
- Y
- Z

## A

### Angola
| Date             | Lieu          | Match           | Score | Compétition                                |
| 5 septembre 2004 | Luanda Angola | Angola - Rwanda | 1 - 0 | Qualifications pour la Coupe du monde 2006 |
| 8 octobre 2005   | Kigali Rwanda | Rwanda - Angola | 0 - 1 | Qualifications pour la Coupe du monde 2006 |

Bilan
- Total de matchs disputés : 2
- Victoires de l'équipe d'Angola : 2
- Victoires de l'équipe du Rwanda : 0
- Match nul : 0

## M

### Maroc
| Date         | Lieu          | Match          | Score | Compétition                                              |
| 14 juin 2008 | Kigali Rwanda | Rwanda - Maroc | 3 - 1 | Tours préliminaires à la Coupe du monde de football 2010 |
| 21 juin 2008 | Rabat Maroc   | Maroc - Rwanda | 2 - 0 | Tours préliminaires à la Coupe du monde de football 2010 |

Bilan
- Total de matchs disputés entre ces deux nations : 2
- Victoires de l'équipe du Maroc :1
- Victoires de l'équipe de Rwanda :1
- Matchs nuls : 0

## R

### République centrafricaine

#### Confrontations
Confrontations entre la République centrafricaine et le Rwanda :
|   | Date             | Lieu   | Match                              | Score | Compétition                                                  |
| - | ---------------- | ------ | ---------------------------------- | ----- | ------------------------------------------------------------ |
| 1 | 11 juin 2017     | Bangui | République centrafricaine - Rwanda | 2-1   | Qualifications à la Coupe d'Afrique des nations 2019 (gr. H) |
| 2 | 18 novembre 2018 | Butare | Rwanda - République centrafricaine | 2-2   | Qualifications à la Coupe d'Afrique des nations 2019 (gr. H) |

#### Bilan
Au 19 avril 2019 :
- Total de matchs disputés : 2
- Victoires de la République centrafricaine : 1
- Matchs nuls : 1
- Victoires du Rwanda : 0
- Total de buts marqués par la République centrafricaine : 4
- Total de buts marqués par le Rwanda : 3

## S

### Sénégal
| Date        | Lieu   | Match            | Score | Compétition  |
| 28 mai 2016 | Kigali | Rwanda - Sénégal | 0-2   | Match amical |

Bilan
- Total de matchs disputés entre ces deux nations : 1
- Victoires de l'équipe du Sénégal : 1
- Victoires de l'équipe de Rwanda : 0
- Matchs nuls : 0

### Somalie

#### Confrontations
Confrontations entre la Somalie et le Rwanda :
|   | Date              | Lieu        | Match            | Score | Compétition                                                              |
| - | ----------------- | ----------- | ---------------- | ----- | ------------------------------------------------------------------------ |
| 1 | 19 septembre 1982 | Mogadiscio  | Somalie - Rwanda | 0-1   | Qualifications à la Coupe d'Afrique des nations 1984 (tour préliminaire) |
| 2 | 8 décembre 2001   | Kigali      | Rwanda - Somalie | 3-0   | Coupe CECAFA des nations 2001 (gr. A)                                    |
| 3 | 3 décembre 2002   | Arusha      | Rwanda - Somalie | 1-0   | Coupe CECAFA des nations 2002 (gr. B)                                    |
| 4 | 27 novembre 2006  | Addis-Abeba | Rwanda - Somalie | 3-0   | Coupe CECAFA des nations 2006 (gr. C)                                    |
| 5 | 5 janvier 2009    | Kampala     | Rwanda - Somalie | 3-0   | Coupe CECAFA des nations 2008 (gr. A)                                    |
| 6 | 29 novembre 2009  | Nairobi     | Somalie - Rwanda | 0-1   | Coupe CECAFA des nations 2009 (gr. B)                                    |
| 7 | 27 novembre 2015  | Awasa       | Rwanda - Somalie | 3-0   | Coupe CECAFA des nations 2015 (gr. A)                                    |

#### Bilan
Au 4 mai 2019 :
- Total de matchs disputés : 7
- Victoires de la Somalie : 0
- Matchs nuls : 0
- Victoires du Rwanda : 7
- Total de buts marqués par la Somalie : 0
- Total de buts marqués par le Rwanda : 15

### Soudan du Sud

#### Confrontations
Confrontations entre le Rwanda et le Soudan du Sud :
|   | Date        | Lieu   | Match                  | Score | Compétition  |
| - | ----------- | ------ | ---------------------- | ----- | ------------ |
| 1 | 6 juin 2015 | Kigali | Rwanda - Soudan du Sud | 0-0   | Match amical |

#### Bilan
Au 4 mai 2019 :
- Total de matchs disputés : 1
- Victoires du Rwanda : 0
- Matchs nuls : 1
- Victoires du Soudan du Sud : 0
- Total de buts marqués par le Rwanda : 0
- Total de buts marqués par le Soudan du Sud : 0